# میریا بلمونته

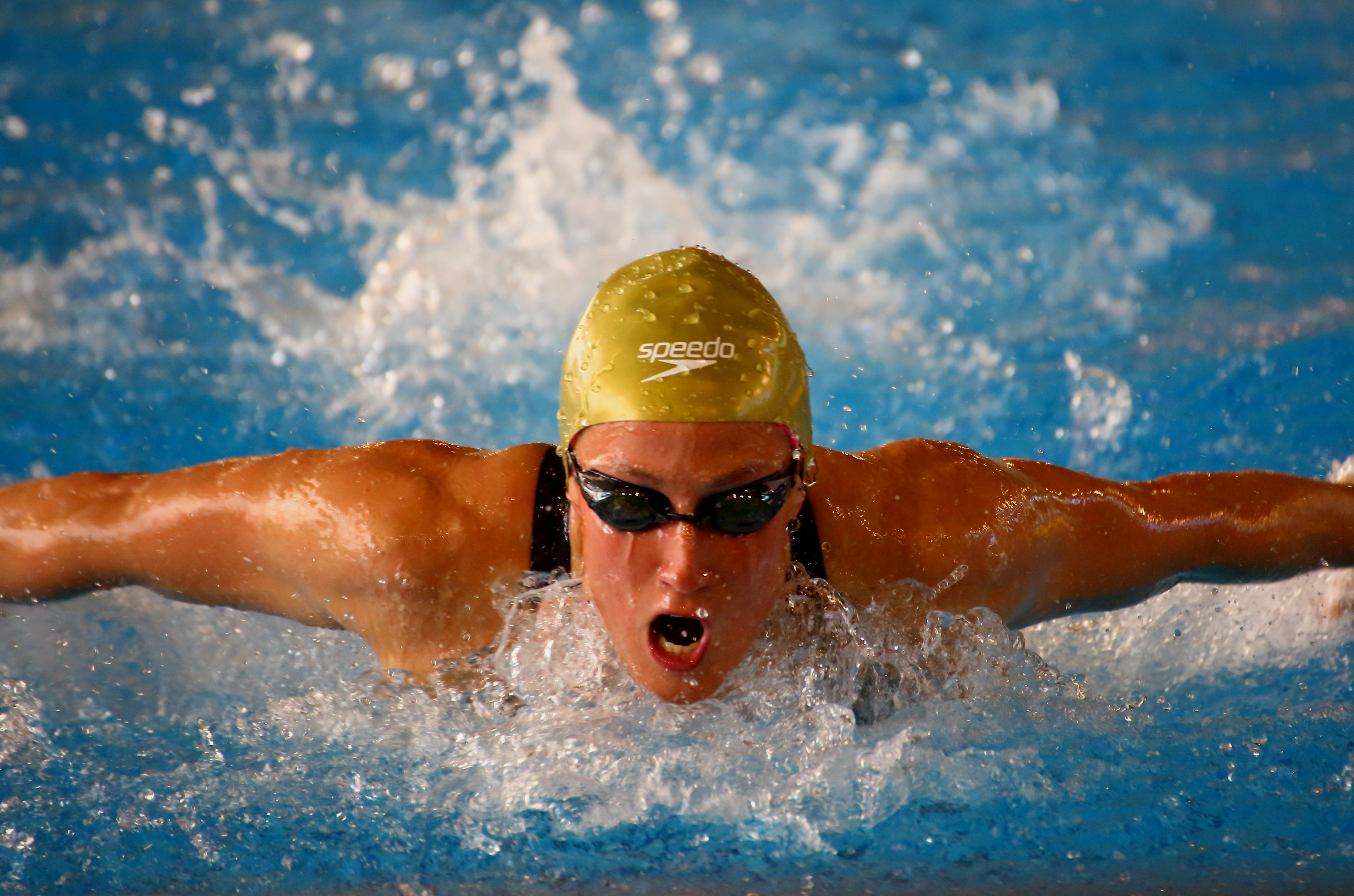
میریا بلمونته در مسابقات سال ۲۰۱۷

میریا بلمونته (به انگلیسی: Mireia Belmonte) (زادهٔ ۱۰ نوامبر ۱۹۹۰) شناگر اهل اسپانیا است.